# Grindal Island
L'isola di Grindal (in inglese: Grindal Island, desueto Garden Island) è un'isola australiana sita nel golfo di Spencer, sulla punta meridionale della penisola di Eyre.

## Geografia
L'isola, di forma arrotondata con un piccolo capo sulla costa occidentale, è sita di fronte alla penisola di Jussieu, parte del Parco nazionale Lincoln, e si colloca grossomodo alla stessa distanza fra Taylor Island a nord e Lewis Island e Little Island, mentre Hopkins Island e Thistle Island sono in direzione sud-est. Ha una superficie di circa 90 ettari.

## Storia
Assieme alle altre isole circostanti, Grindal Island forma l'arcipelago di Taylor Island, tutte battezzate in memoria degli otto membri dell'equipaggio dell'HMS Investigator al comando di Matthew Flinders che persero la vita in mare mentre erano alla ricerca di acqua potabile il 21 febbraio 1802.
L'isola venne acquistata da tale G. Dorwal nel 1895, ed utilizzata prevalentemente per il pascolo di ovini.

L'isola venne descritta da marinai di passaggio come abbondantemente popolata da oche di Capo Barren e perscorsa da quelle che vennero descritte come scie di ruote di carro, ma che in realtà erano solchi scavati dai numerosi ratti dell'isola, che purtuttavia non erano più presenti nel 1936.